# Apóstoloi
Apóstoloi (Apostoloi) är en ort i Grekland.   Den ligger i prefekturen Trikala och regionen Thessalien, i den centrala delen av landet, 250 km nordväst om huvudstaden Aten. Apóstoloi ligger 130 meter över havet och antalet invånare är 405.
Terrängen runt Apóstoloi är huvudsakligen platt, men åt nordost är den kuperad. Terrängen runt Apóstoloi sluttar söderut. Runt Apóstoloi är det tätbefolkat, med 735 invånare per kvadratkilometer. Närmaste större samhälle är Trikala, 4,3 km sydost om Apóstoloi. Trakten runt Apóstoloi består till största delen av jordbruksmark.